# Везул (фрегат, 1813)
«Везул» — парусный 32-пушечный фрегат Черноморского флота Российской империи.

## Описание фрегата
Один из двух однотипных 32-пушечных фрегатов, построенных М. И. Суровцовым на Херсонской верфи. Длина судна по сведениям из различных источников составляла от 36,9 до 37 метров, ширина от 10,1 до 10,2 метра, а осадка от 3,7 до 3,8 метра. Вооружение судна состояло из 32-х орудий.

## История службы
Фрегат был заложен на Херсонской верфи 9 марта 1812 года и после спуска на воду 1 ноября 1813 года вошёл в состав Черноморского флота России. Строительство вёл корабельный мастер М. И. Суровцов. В августе 1814 года перешёл из Херсона в Севастополь.
С июня по ноябрь 1816 года выходил в крейсерство к берегам Мегрелии. С июня по август следующего гола выходил в практическое плавание в Чёрное море в составе эскадры.
1 октября 1817 года вышел из Севастополя для доставки срочных грузов в Сухум-Кале. В ночь с 1 на 2 октября у Херсонесского маяка фрегат был ветром прижат к берегу, выброшен на камни и разбит. Во время кораблекрушения большей части команды удалось спастись, за исключением двух матросов, бросившихся от страха в море. Место крушения фрегата посетил великий князь Михаил Павлович, прибывший утром 2 октября из Севастополя.

## Командиры фрегата
Командирами судна в разное время служили:
- М. Н. Кумани (1814—1816 годы).
- И. И. Стожевский (1817 год).